# Juan Lobato Gandarias
Juan Lobato Gandarias   (Madrid, 5 de novembre de 1984) és un tècnic d'hisenda i polític espanyol del Partit Socialista Obrer Espanyol (PSOE), diputat a l'Assemblea de Madrid i alcalde de Soto del Real.
Va néixer a Madrid el 5 de novembre de 1984. Va ser inclòs com a membre de la Comissió Executiva del PSM-PSOE, al XII Congrés Regional.
Es va presentar com a candidat número 25 de la llista del PSOE encapçalada per Ángel Gabilondo així com a cap de llista del PSOE a les eleccions municipals de 2015 a Soto del Real. Elegit en tots dos comicis, es va convertir en diputat de la desena legislatura de la localitat i en alcalde del municipi de la Serra de Guadarrama. Va prendre possessió com a alcalde el 13 de juny de 2015; es va convertir així en el primer alcalde del PSOE al municipi des de 1939, amb l'afusellament de l'alcalde socialista Eugenio Candelas durant la guerra civil.
El 2017 es va presentar a les primàries per a la secretaria general del PSM-PSOE, enfrontant-se a José Manuel Franco Pardo i a Eusebio González Jabonero, resultant derrotat. Va ser no obstant això integrat dins de l'executiva regional de José Manuel Franco.